# 요시다 히데히코
요시다 히데히코(일본어: 吉田 秀彦, 1969년 9월 3일~)는 일본의 유도 선수, 종합격투기 선수이다. 올림픽에 3회 참가했고, 1992년 하계 올림픽에서 하프미들급 금메달을 획득했다. 1999년 세계 선수권 대회 우승을 포함하여 세계 선수권 대회에서 금메달 1개, 은메달 2개, 동메달 1개 획득했다.
2000년 하계 올림픽 이후 은퇴했고 2002년에 프라이드 23에 입성하며 종합격투기 활동을 했으며, 현재는 자신의 이름을 딴 유도 도장을 운영하고 있다.

## 같이 보기
- 프라이드 파이팅 챔피언십